# Komandir stjastlivoj Sjjuki
Komandir stjastlivoj Sjjuki (russisk: Командир счастливой 'Щуки') er en sovjetisk spillefilm fra 1972 af Boris Voltjek.

## Medvirkende
- Pjotr Veljaminov som Aleksej Petrovitj Strogov
- Donatas Banionis som Viktor Ionovitj Sjerknis
- Jelena Dobronravova som Svetlana Ivanovna Vedenina
- Vladimir Ivanov som Golik
- Mikhail Volkov som Valerij Rudakov